# Pfarrkirche Erlauf

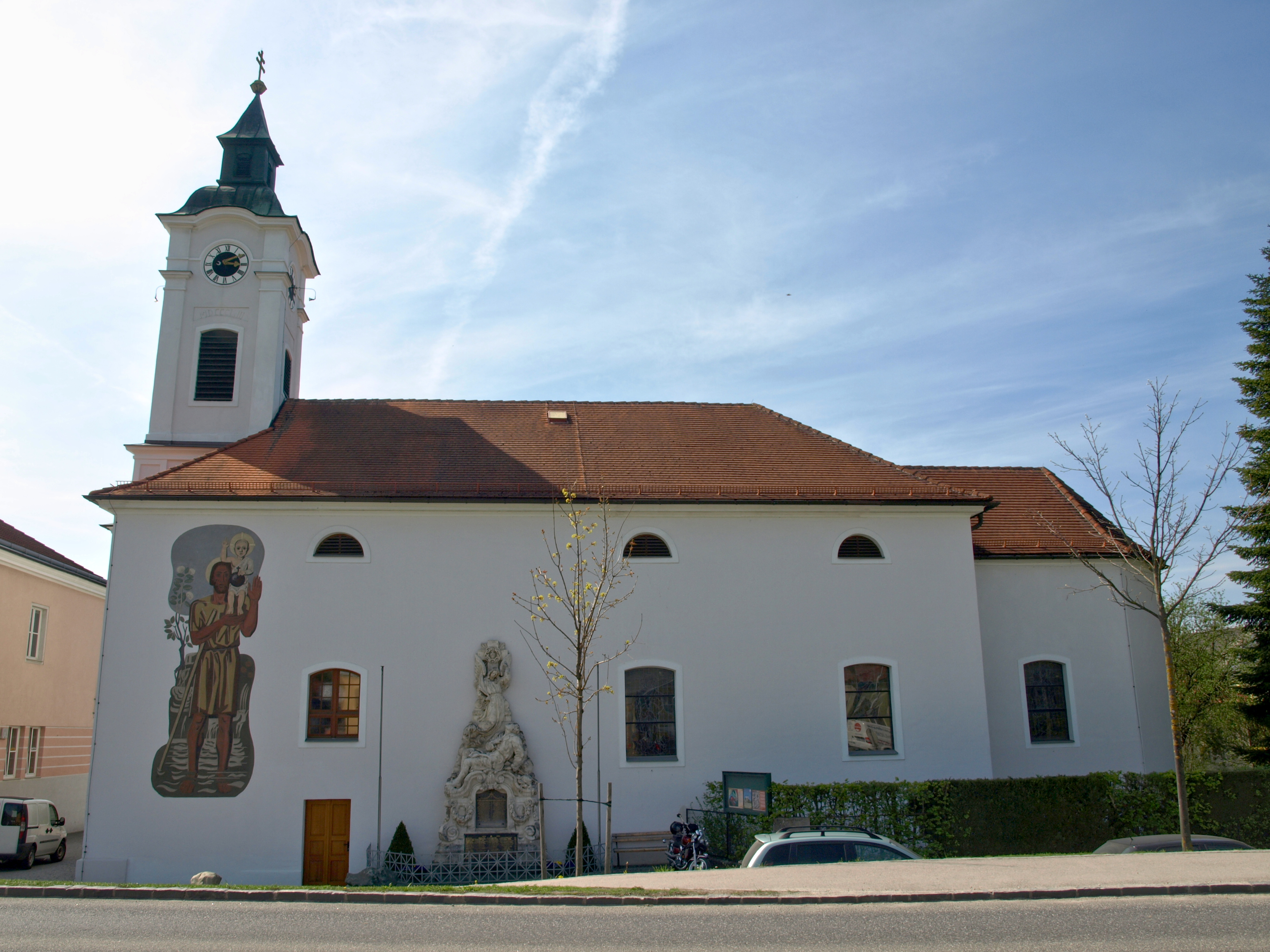
Kath. Pfarrkirche hl. Johannes Nepomuk in Erlauf

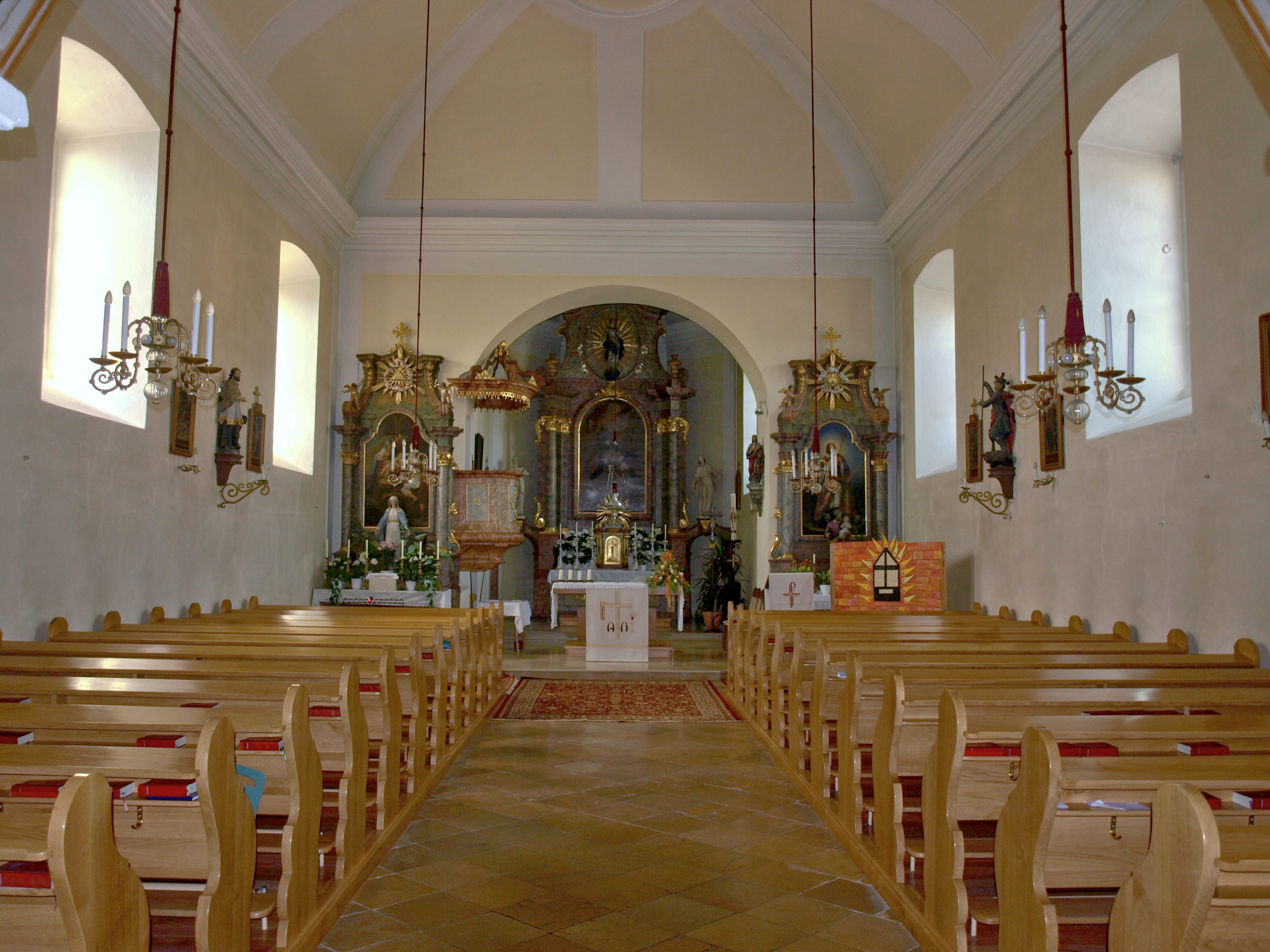
Im Langhaus zum Chor

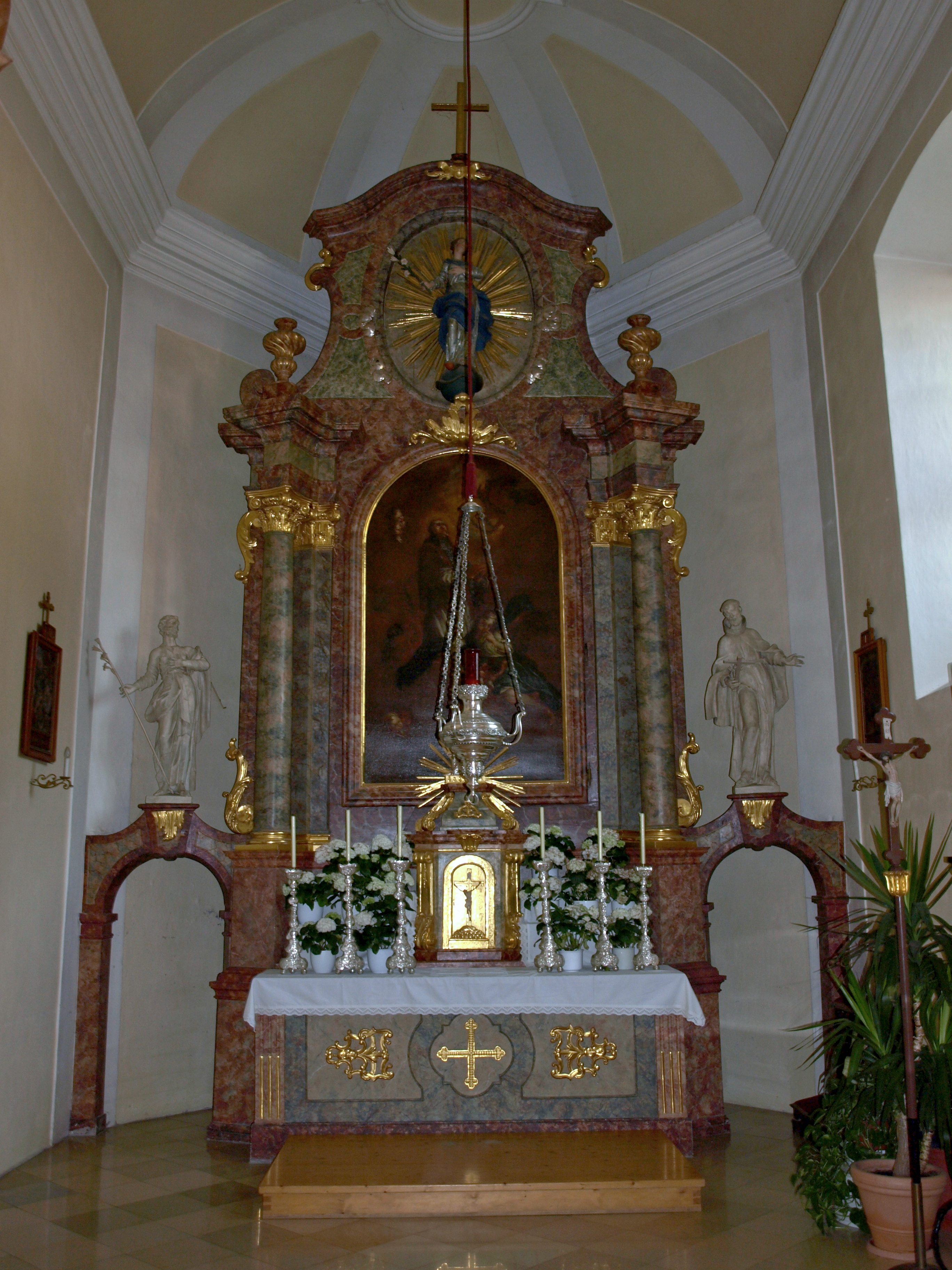
Chor mit Hochaltar mit Opferungsportalen

Die römisch-katholische Pfarrkirche Erlauf steht auf dem Marktplatz in der Marktgemeinde Erlauf im Bezirk Melk in Niederösterreich. Die dem heiligen Johannes Nepomuk geweihte Kirche gehört zum Dekanat Ybbs in der Diözese St. Pölten. Die Kirche und das Kriegerdenkmal stehen unter Denkmalschutz.

## Geschichte
Für das 15. Jahrhundert wurde eine Kapelle genannt. Der Neubau einer Kirche erfolgte von 1742 bis 1745 im Auftrag von Josefa von Zinzendorf. Die Kirche wurde 1783 zur Pfarrkirche erhoben. Der Turm wurde 1853 erbaut.

## Architektur
Das kastenförmige ungegliederte Langhaus unter einem Walmdach hat Segmentbogen- und Lünettenfenster aus den 1950er Jahren und zeigt eine monumentale Wandmalerei des Malers Sepp Mayrhuber von 1953, die den heiligen Christophorus darstellt. Der eingestellte Südturm hat ein hohes Glockengeschoß mit Pilastern und Uhrengiebel und trägt eine Glockenhaube mit Laterne. Über dem Portal ist ein Kruzifix als Putzritzdarstellung. Der eingezogene Nordchor hat einen polygonalen Schluss. Westlich ist eine zweigeschoßige Sakristei angebaut.
Das Kriegerdenkmal am Langhaus trägt auf einem Postament in barocken Formen ein Hochrelief Sterbender Soldat mit Engel von Josef Schagerl (ohne Jahresangabe). Vor der Kirche steht ein Giebelfragment mit einem Adlerrelief aus dem zweiten Jahrhundert.
Das Langhausinnere zeigt sich als nüchterner Rechtecksaal mit einem weiten Spiegelgewölbe über einem profilierten Gesims. Im Spiegel ist eine geschwungene Stuckkartusche mit radial auf das Gesims anlaufenden Putzbändern. Die dreiachsige platzlunterwölbte Südempore steht auf Pfeilern. Der Triumphbogen ist unprofiliert glatt. Der leicht eingezogene Chor mit einem quadratischen Joch hat einen Dreiseitschluss und zeigt eine Stuckkartusche mit Bändern. Die Glasmalerei zeigt eine Pietà und die vier Evangelisten (1952/1953).

## Ausstattung
Den Hochaltar als schlichtes Säulenretabel mit einem Kartuschenaufsatz und Opfergangsportalen schuf Johann Franz Walter (1750). Er zeigt ein Leinwandbild Aufnahme des hl. Johannes Nepomuk in den Himmel nach der Schule von Josef von Führich um die Mitte des 19. Jahrhunderts und trägt Polierweißstatuen der Heiligen Josef und Franziskus.
Die Orgel baute Max Jakob (1894) in einem historischen Gehäuse. Die Orgel wurde 1965 um ein Brüstungspositiv erweitert.